# 社會系統理論
社會系統理論是現代社會科學中的重要理論，主要探討行政學、社會結構及组织行为学的互動關係。該理論源自機械與電氣工程的概念，並透過對社會制度的分析，提出改進或取代現有制度的新框架。。
社會系統理論的核心在於將社會視為一個複雜的系統，其中包含多個相互作用的子系統。代表人物包括美國社會學家塔尔科特·帕森斯（T. Parsons）、霍曼斯（George C. Homans）、賽茲尼克（Philip Selznick）等，以及德國社會學家尼克拉斯·盧曼（Niklas Luhmann）。
帕森斯提出，任何社會系統都具備四項基本功能：適應（Adaptation）、達成目標（Goal-Attainment）、模式維持（Pattern Maintenance）與整合（Integration）。這些功能共同維持社會系統的穩定與發展。

## 代表人物
美國社會學學者塔尔科特·帕森斯、霍曼斯、賽茲尼克、丹尼爾·卡茲（Daniel Katz），開放系統的開創者）、羅伯特·L·卡恩（Robert L. Kahn，卡茲的助手）、倫敦塔維斯托克人際關係研究所（Tavistock Institute of Human Relations in London）。德國社會學學者尼克拉斯·盧曼（Niklas Luhmann）。

## 特性
根據社會系統的理論，人的行為是來個殊(idiographic)與律則(normative)的兩個層面之間的交互作用。

## 社會系統基本功能
帕森斯提出任何一種組織本身即為一個社會系統，而這社會系統之中又包含許多的小社會系統。任何社會系統都俱備四項基本功能:
1. 適應(adaptation):當內外環境變動的時候，系統需要具備妥當的準備和相當的彈性，以適應新的變化來減輕緊張、磨擦的不良後果。
2. 達成目標(goal－attainment):所有社會系統皆擁有界定其目標的功能，並會動員所有能力、資料來完成目標。
3. 模式維持(pattern maintenance or latency):一面補充新成員，另一面又以社會化使成員接受系統的特殊模式。
4. 整合(integration):維持系統之中各部分之間的協調、團結，來確保系統並且對抗外來重大變故。

#### 次級管理系統(階層)
1. 策略次級階層(strategic level):例如企業的董事會、行政機關的首長等，都處在組織的領導地位，而與客觀的社會環境直接發生關係。其功能為模式維護、適應。
2. 管理(協調)階層(managerial or coordinative level):主要任務是在於協調組織之中各單位的工作活動，讓組織成為一個完整的工作體，同時也負責維持組織和外在社會團體的接觸，所以功能為整合、適應。在分析過程之終需要考慮客觀環境的不定因素，因使管理階層處在半開放的狀態。
3. 技術(運作)階層(technical or operating level):任務為達成目標。運用技術、生產工具從事製造工作，位於封閉狀態。由於此階層的工作內容是日常操作的性質亦稱「操作階層」。

組織之中這三個階層間，權力關係相當脆弱，各自擁有獨立的專業權威。

### 霍曼斯
霍曼斯使用系統研究法來研究社會團體，並且創設一個社會系統的模式。他認為組織應該包涵內在、外在的環境系統，兩者相互依存以交互影響。社會系統有三個因素:
1. 活動(activities):人員所執行的工作。
2. 互動(interactions):人員所執行工作所產生的相互關係。
3. 情緒(sentiment)。

### 賽茲尼克
賽茲尼克運用功能結構分析和系統研究來探討組織。組織是動態體系經常變遷，需要適應內外的壓力，其為連續演化的過程。組織是個正式系統受到內在社會結構影響，也受制於制度環境的壓力。至於各人互動、正式系統的關係，則是重視正式、非正式組織的各方面的相互作用結果。賽茲尼克使用這種方法從是政府機關和其他大型組織的實證研究。

### 卡茲、卡恩
美國社會心理學家丹尼爾·卡茲（Daniel Katz）及羅伯特·L·卡恩（Robert L. Kahn）是開放系統
的開創者，他們運用系統研究法提出組織的綜合理論(comprehensive theory)，他們認為純心理的研究不行涵蓋組織理論。

### 倫敦塔維斯托克人際關係研究所
以礦業、製造業、紡織業的研究結果，發展一套組織是社會技術系統(socio-technical system)的理論，強調組織是和環境互動的開放系統。

### 卡斯特與羅森威
用系統的觀點認為組織是開放的社會系統，具備:目標導向(goal-orientation)、社會心理系統(social-psycho system)、技術系統(technical system)和結構性活動的整合(an integration of structured activities)。另外卡斯特與羅森威指出組織可以從五個相關的次級系統構成:
1. 結構次級系統(Structural Subsystem):組織之中人員權責分配、從屬關係、平行關係的正式化說明；通常這一結構的次級系統可經由組織系統表加以建立。另外向工作說明、辦事細則、組織規章等法令皆規範結構的次級系統必備條件。組織結構讓組織之中的技術次集系統和心理－社會次級系統(Psychosocial Subsystem)間的關係得以正式化。
2. 技術次級系統(Technical Subsystem):組織要達成目的須要有效運用各個技術、知識進行其平常工作。技術次級系統對於組織之中其他的次級系統亦會產生影響。
3. 心理－社會次級系統:由各人之間、團體之間、個人和團體間的相互行為構成，包含個人之行為和動機、地位和角色的關係、團體動態性和其影響力。人員的情緒、價值觀念、態度、期望等都影響到這一次級系統。因此外在環境的因素和組織內部的結構、技術、工作等因素會對此造成影響，以上的因素造成「組織氣候」(organizational climate)；不同的組織也就有不同的此次級系統。
4. 目的和價值次級系統(Goals and Values Subsystem):組織為開放系統要考慮對社會的貢獻，故組織不僅要達成其追求的目標，還要符合社會需求，此即「價值」問題，一個現代化的企業組織不能以利潤做為一目標，還得具備社會責任感。
5. 管理次級系統(Managerial Subsystem):貫穿整個組織，主要作用是整合、協調、設計、控制。

## 參看
- 社會結構
- 组织行为学